# アンドレ・アレンゼ
アンドレ・アレンゼ（André Leander Arendse、1967年6月27日 - ）は、南アフリカの元サッカー選手。元南アフリカ代表。ポジションはゴールキーパー。

## 来歴
1995年に南アフリカ代表デビュー。アフリカネイションズカップ1996では全6試合に出場、大会初優勝を果たした。1998 FIFAワールドカップには怪我で出場できなかったが、2002 FIFAワールドカップではグループステージ全3試合に出場した。2004年までに67試合に出場した。

## 代表歴

### 出場大会
- 南アフリカ代表
  - 2002 FIFAワールドカップ

### 試合数
- 国際Aマッチ 67試合 0得点（1995年-2004年）[1]

| 南アフリカ代表 | 国際Aマッチ | 国際Aマッチ |
| 年             | 出場        | 得点        |
| -------------- | ----------- | ----------- |
| 1995           | 4           | 0           |
| 1996           | 13          | 0           |
| 1997           | 10          | 0           |
| 1998           | 0           | 0           |
| 1999           | 2           | 0           |
| 2000           | 11          | 0           |
| 2001           | 6           | 0           |
| 2002           | 14          | 0           |
| 2003           | 5           | 0           |
| 2004           | 2           | 0           |
| 通算           | 67          | 0           |